# Запис Васиљевића крушка (Гунцати)
Запис Васиљевића крушка (Гунцати) се налази на парцели чији је власник Васиљевић Жељко.

## Локација
| Општина             | Барајево                                                         |
| Катастарска општина | Гунцати                                                          |
| Потес               | Слободана Пенезића Крцуна                                        |
| Координате          | 44° 36′ 31″ С; 20° 24′ 09″ И / 44.608699999999999° С; 20.4024° И |
| Надморска висина    | 258m                                                             |

## Карактеристике
Дендрометријске вредности утврђене на терену и сателитским снимцима:
| Стабло                     | крушка |
| Висина стабла              | m      |
| Обим дебла                 | m      |
| Пречник крошње             | 3m     |
| Пречник дебла              | m      |
| Висина дебла до прве гране | m      |

## База записа
Запис је у оквиру Викимедија пројекта "Запис - Свето дрво" заведен под редним бројем 0958.